# 코냐크 스릴러 영화제
코냐크 스릴러 영화제(프랑스어: Festival du Film Policier de Cognac, Cognac Police Film Festival)는 1982년부터 제정된 영화제로서 1991년을 한 번 거르고는 계속 수상식을 열고 있다.
1993년 이후로는 텔레비전 영화나 단편 경찰/범죄 영화에 초점을 두고 있다. 프랑스 코냐크에서 열린다.

## 그랑프리 수상작
- 1982: 비욘드 리저너블 다우트(Beyond Reasonable Doubt, 1980)
- 1983: 48시간(48 Hrs. 1982)
- 1984: 운명의 탈출(Addition, L, 1984)
- 1985: No habrá más penas ni olvido (1983)
- 1986: 힛쳐(The Hitcher, 1986)
- 1987: 뉴올리언즈의 밤(The Big Easy, 1987)
- 1988: 라이브 캣(Katze, Die, 1988)
- 1989: 암흑의 차이나타운(True Believer)
- 1990: March Kill Me Again (1989)
- 1992: 요람을 흔드는 손(The Hand That Rocks the Cradle)
- 1993: 광란의 오후(One False Move, 1992)
- 1994: 에스코트(La Scorta, 1993)
- 1995: 쉘로우 그레이브(Shallow Grave, 1994)
- 1996: 마지막 만찬(The Last Suppe, 1995)
- 1997: 프리웨이(Freeway, 1996)
- 1998: Face (1997)
- 1999: 또다른 천국(Another Day in Paradise, 1997)
- 2000: Une affaire de goût (2000)
- 2001: 차퍼(Chopper, 2000)
- 2002: 아홉 여왕들(Nueve reinas, 2000)
- 2003: La April Caja 507 (2002)
- 2004: Salinui chueok (2003)
- 2005: 퍼펙트 크라임(Crimen ferpecto, 2004)
- 2006: 실렌티움(Silentium, 2004)